# Nazariwka (obwód kirowohradzki)
Nazariwka (ukr. Назарівка) – wieś na Ukrainie, w obwodzie kirowohradzkim, w rejonie kropywnyckim, w hromadzie Sokoliwśke. W 2001 liczyła 300 mieszkańców, wśród których 287 wskazało jako ojczysty język ukraiński, 8 rosyjski, 3 mołdawski, 1 rumuński, a 1 białoruski.